# Equipas ciclistas Continentais-Temporada de 2021
Na temporada de 2021 registaram-se as seguintes equipas ciclistas de categoria Continental na União Ciclista Internacional:

## Lista de equipas

### Equipas africanas
| País          | Nome                                     | Código UCI |
| ------------- | ---------------------------------------- | ---------- |
| Marrocos      | Sidi Ali-Kinetik Sports Pro Cycling Team | SKT        |
| Ruanda        | Benediction Ignite                       | BIG        |
| Ruanda        | SKOL Adrien Cycling Academy              | SAC        |
| África do Sul | ProTouch                                 | PRÓ        |

| País      | Nome                                        | Código UCI |
| --------- | ------------------------------------------- | ---------- |
| Argentina | Electro Hiper Europa                        | EHE        |
| Argentina | Equipa Continental Municipalidad de Pocito  | EMP        |
| Argentina | Equipa Continental San Luis                 | CSL        |
| Argentina | Sindicato de Empleados Públicos de San Juan | SEP        |
| Bolívia   | Pio Rico Cycling Team                       | PRC        |
| Canadá    | XSpeed United Continental                   | XSU        |
| Canadá    | Yoeleo Teste Team p/b 4Mind                 | E4M        |
| Colômbia  | Colnago CM Team                             | CCM        |
| Colômbia  | Medellín                                    | MED        |
| Equador   | Best PC Equador                             | BÊS        |
| México    | Canel's-ZeroUno                             | CAZ        |
| Panamá    | Panamá é Cultura e Valores                  | PCV        |

| País           | Nome                            | Código UCI |
| -------------- | ------------------------------- | ---------- |
| Paraguai       | Massi Vivo-Liga                 | MVC        |
| Estados Unidos | Aevolo                          | AEV        |
| Estados Unidos | Elevate-Webiplex Pro Cycling    | ELV        |
| Estados Unidos | Hagens Berman Axeon             | HBA        |
| Estados Unidos | L39ÍON of Los Angeles           | LLA        |
| Estados Unidos | Team Illuminate                 | ILU        |
| Estados Unidos | Team Novo Nordisk Development   | TND        |
| Estados Unidos | Team Skyline                    | TSL        |
| Estados Unidos | Wildlife Generation Pro Cycling | WGC        |
| Venezuela      | Gios Kiwi Atlántico             | GIO        |
| Venezuela      | Start Cycling Team              | STF        |

| País      | Nome                                        | Código UCI |
| --------- | ------------------------------------------- | ---------- |
| Argentina | Electro Hiper Europa                        | EHE        |
| Argentina | Equipa Continental Municipalidad de Pocito  | EMP        |
| Argentina | Equipa Continental San Luis                 | CSL        |
| Argentina | Sindicato de Empleados Públicos de San Juan | SEP        |
| Bolívia   | Pio Rico Cycling Team                       | PRC        |
| Canadá    | XSpeed United Continental                   | XSU        |
| Canadá    | Yoeleo Teste Team p/b 4Mind                 | E4M        |
| Colômbia  | Colnago CM Team                             | CCM        |
| Colômbia  | Medellín                                    | MED        |
| Equador   | Best PC Equador                             | BÊS        |
| México    | Canel's-ZeroUno                             | CAZ        |
| Panamá    | Panamá é Cultura e Valores                  | PCV        |

| País           | Nome                            | Código UCI |
| -------------- | ------------------------------- | ---------- |
| Paraguai       | Massi Vivo-Liga                 | MVC        |
| Estados Unidos | Aevolo                          | AEV        |
| Estados Unidos | Elevate-Webiplex Pro Cycling    | ELV        |
| Estados Unidos | Hagens Berman Axeon             | HBA        |
| Estados Unidos | L39ÍON of Los Angeles           | LLA        |
| Estados Unidos | Team Illuminate                 | ILU        |
| Estados Unidos | Team Novo Nordisk Development   | TND        |
| Estados Unidos | Team Skyline                    | TSL        |
| Estados Unidos | Wildlife Generation Pro Cycling | WGC        |
| Venezuela      | Gios Kiwi Atlántico             | GIO        |
| Venezuela      | Start Cycling Team              | STF        |

| País      | Nome                                    | Código UCI |
| --------- | --------------------------------------- | ---------- |
| Bahrein   | Bahrain Cycling Academy                 | BCA        |
| Camboja   | Cambodia Cycling Academy                | CCA        |
| China     | CFC Continental Team                    | CFC        |
| China     | China Continental Team of Gansu Bank    | GCB        |
| China     | China Huajian Cycling Team              | CHJ        |
| China     | Giant Cycling Team                      | MSS        |
| China     | Hengxiang Cycling Team                  | HEN        |
| China     | Li Ning Star Cycling Team               | LNS        |
| China     | Ningxia Sports Lottery Continental Team | NLC        |
| China     | Pardus Cycling Team                     | PDS        |
| China     | Shenzhen Xidesheng Cycling Team         | XDS        |
| China     | Taiyuan Miogee Cycling Team             | TMC        |
| China     | Tianyoude Hotel Cycling Team            | TYD        |
| Hong Kong | HKSI Pro Cycling Team                   | HKS        |
| Indonésia | KFC Cycling Team                        | KFC        |
| Indonésia | MULA                                    | MLA        |
| Indonésia | Roojai.com Cycling Team                 | RJC        |
| Iraque    | Iraq Cycling Project                    | ICP        |
| Irão      | Azad University Team                    | UAT        |
| Irão      | Foolad Mobarakeh Sepahan                | FSC        |
| Japão     | Aisan Racing Team                       | AIS        |
| Japão     | Kinan Cycling Team                      | KIN        |
| Japão     | Matrix-Powertag                         | MTR        |

| País          | Nome                                         | Código UCI |
| ------------- | -------------------------------------------- | ---------- |
| Japão         | Nasu Blasen                                  | NAS        |
| Japão         | Shimano Racing Team                          | SMN        |
| Japão         | Team Bridgestone Cycling                     | BGT        |
| Japão         | Team Ukyo                                    | UKO        |
| Japão         | Utsunomiya Blitzen                           | BLZ        |
| Cazaquistão   | Almaty Cycling Team                          | ALT        |
| Cazaquistão   | Vino-Astana Motors                           | VAM        |
| Coreia do Sul | Gapyeong Cycling Team                        | GPC        |
| Coreia do Sul | Geumsan Insam Cello                          | GIC        |
| Coreia do Sul | Korail Cycling Team                          | KCT        |
| Coreia do Sul | KSPO Professional                            | KSP        |
| Coreia do Sul | LX Cycling Team                              | LXC        |
| Coreia do Sul | Seoul Cycling Team                           | SCT        |
| Coreia do Sul | Uijeongbu Cycling Team                       | UCT        |
| Kuwait        | Kuwait Pro Cycling Team                      | KPT        |
| Malásia       | Sweet Nice Continental                       | SNC        |
| Malásia       | Team Sapura Cycling                          | TSC        |
| Malásia       | Terengganu Cycling Team                      | TSG        |
| Filipinas     | 7Eleven Cliqq-Air 21 by Roadbike Philippines | 7RP        |
| Filipinas     | Go for Gold Philippines                      | G4G        |
| Tailândia     | Thailand Continental Cycling Team            | TCC        |
| Taipé Chinesa | Meiyo CCN Pro Cycling Team                   | MPC        |

| País      | Nome                                    | Código UCI |
| --------- | --------------------------------------- | ---------- |
| Bahrein   | Bahrain Cycling Academy                 | BCA        |
| Camboja   | Cambodia Cycling Academy                | CCA        |
| China     | CFC Continental Team                    | CFC        |
| China     | China Continental Team of Gansu Bank    | GCB        |
| China     | China Huajian Cycling Team              | CHJ        |
| China     | Giant Cycling Team                      | MSS        |
| China     | Hengxiang Cycling Team                  | HEN        |
| China     | Li Ning Star Cycling Team               | LNS        |
| China     | Ningxia Sports Lottery Continental Team | NLC        |
| China     | Pardus Cycling Team                     | PDS        |
| China     | Shenzhen Xidesheng Cycling Team         | XDS        |
| China     | Taiyuan Miogee Cycling Team             | TMC        |
| China     | Tianyoude Hotel Cycling Team            | TYD        |
| Hong Kong | HKSI Pro Cycling Team                   | HKS        |
| Indonésia | KFC Cycling Team                        | KFC        |
| Indonésia | MULA                                    | MLA        |
| Indonésia | Roojai.com Cycling Team                 | RJC        |
| Iraque    | Iraq Cycling Project                    | ICP        |
| Irão      | Azad University Team                    | UAT        |
| Irão      | Foolad Mobarakeh Sepahan                | FSC        |
| Japão     | Aisan Racing Team                       | AIS        |
| Japão     | Kinan Cycling Team                      | KIN        |
| Japão     | Matrix-Powertag                         | MTR        |

| País          | Nome                                         | Código UCI |
| ------------- | -------------------------------------------- | ---------- |
| Japão         | Nasu Blasen                                  | NAS        |
| Japão         | Shimano Racing Team                          | SMN        |
| Japão         | Team Bridgestone Cycling                     | BGT        |
| Japão         | Team Ukyo                                    | UKO        |
| Japão         | Utsunomiya Blitzen                           | BLZ        |
| Cazaquistão   | Almaty Cycling Team                          | ALT        |
| Cazaquistão   | Vino-Astana Motors                           | VAM        |
| Coreia do Sul | Gapyeong Cycling Team                        | GPC        |
| Coreia do Sul | Geumsan Insam Cello                          | GIC        |
| Coreia do Sul | Korail Cycling Team                          | KCT        |
| Coreia do Sul | KSPO Professional                            | KSP        |
| Coreia do Sul | LX Cycling Team                              | LXC        |
| Coreia do Sul | Seoul Cycling Team                           | SCT        |
| Coreia do Sul | Uijeongbu Cycling Team                       | UCT        |
| Kuwait        | Kuwait Pro Cycling Team                      | KPT        |
| Malásia       | Sweet Nice Continental                       | SNC        |
| Malásia       | Team Sapura Cycling                          | TSC        |
| Malásia       | Terengganu Cycling Team                      | TSG        |
| Filipinas     | 7Eleven Cliqq-Air 21 by Roadbike Philippines | 7RP        |
| Filipinas     | Go for Gold Philippines                      | G4G        |
| Tailândia     | Thailand Continental Cycling Team            | TCC        |
| Taipé Chinesa | Meiyo CCN Pro Cycling Team                   | MPC        |

| País         | Nome                                      | Código UCI |
| ------------ | ----------------------------------------- | ---------- |
| Áustria      | Hrinkow Advarics Cycleang                 | HAC        |
| Áustria      | Team Felbermayr-Simplon Wels              | RSW        |
| Áustria      | Team Vorarlberg                           | VBG        |
| Áustria      | Tirol KTM Cycling Team                    | TIR        |
| Áustria      | Union Raiffeisen Radteam Tirol            | URT        |
| Áustria      | WSA KTM Graz                              | WSA        |
| Bélgica      | Alpecin-Fenix Development Team            | AFD        |
| Bélgica      | Bingoal-WB Development Team               | WBD        |
| Bélgica      | Tarteletto-Isorex                         | TIS        |
| Bielorrússia | BelAZ                                     | BAZ        |
| Bielorrússia | Ferei-CCN                                 | FCT        |
| Bielorrússia | Minsk Cycling Clube                       | MCC        |
| Croácia      | Meridiana Kamen Team                      | MKT        |
| Chéquia      | Elkov-Kasper                              | EKA        |
| Chéquia      | Topforex-ATT Investments Pro Cycling Team | TFA        |
| Chéquia      | Tufo-Pardus Prostějov                     | SKC        |
| Dinamarca    | BHS-PL Beton Bornholm                     | BPC        |
| Dinamarca    | Restaurant Suri-Carl Ras                  | SCC        |
| Dinamarca    | Riwal Cycling Team                        | RIW        |
| Dinamarca    | Team ColoQuick                            | TCQ        |
| Estónia      | Ampler Development Team                   | ADT        |
| França       | Groupama-FDJ Continental                  | CGF        |
| França       | Saint Michel-Auber93                      | AUB        |
| França       | Xelliss-Roubaix Lille Métropole           | XRL        |
| Reino Unido  | Canyon dhb SunGod                         | DHB        |
| Reino Unido  | Ribble Weldtite Pro Cycling               | RWC        |
| Reino Unido  | Saint Piran                               | SPC        |
| Reino Unido  | SwiftCarbon Pro Cycling                   | SCB        |
| Reino Unido  | Trinity Racing                            | TRI        |
| Alemanha     | Bike Aid                                  | BAI        |
| Alemanha     | Development Team DSM                      | DDS        |
| Alemanha     | Maloja Pushbikers                         | PBS        |
| Alemanha     | P&S Metalltechnik                         | PUS        |
| Alemanha     | Rad-Net Rose Team                         | RNR        |
| Alemanha     | Team Dauner-Akkon                         | TDA        |
| Alemanha     | Team Lotto-Kern Haus                      | LKH        |
| Alemanha     | Team SKS Sauerland NRW                    | SVL        |
| Irlanda      | EvoPro Racing                             | EVO        |
| Israel       | Israel Cycling Academy                    | ICA        |
| Itália       | Beltrami TSA Tre Colli                    | BTC        |
| Itália       | Cycling Team Friuli ASD                   | CTF        |
| Itália       | D'Amico UM Tools                          | AZT        |

| País          | Nome                                 | Código UCI |
| ------------- | ------------------------------------ | ---------- |
| Itália        | General Store-f.lli Curia-Essegibi   | GEF        |
| Itália        | Iseo-Rime-Carnovali                  | IRC        |
| Itália        | MG.K vis VPM                         | MGK        |
| Itália        | Team Colpack Ballan                  | CPK        |
| Itália        | Team Qhubeka                         | T4Q        |
| Itália        | Work Service Marchiol Vega           | IWM        |
| Itália        | Zalf Euromobil Fior                  | ZEF        |
| Luxemburgo    | Leopard Pro Cycling                  | LPC        |
| Países Baixos | ABLOC CT                             | ABC        |
| Países Baixos | BEAT Cycling                         | BCY        |
| Países Baixos | Jumbo-Visma Development Team         | JVD        |
| Países Baixos | Metec-Solarwatt p/b Mantel           | MET        |
| Países Baixos | SEG Racing Academy                   | SEG        |
| Países Baixos | VolkerWessels Cycling Team           | VWE        |
| Noruega       | Team Coop                            | TCO        |
| Noruega       | Um-X Dare Development Team           | UDT        |
| Polónia       | Mazowsze Serce Polski                | MSP        |
| Polónia       | Voster ATS Team                      | VOS        |
| Portugal      | Antarte-Feirense                     | CDF        |
| Portugal      | Atum General-Tavira-Maria Nova Hotel | ATM        |
| Portugal      | Efapel                               | EFP        |
| Portugal      | Kelly-Simoldes-UDO                   | KSU        |
| Portugal      | La Alumínios-La Sport                | LAA        |
| Portugal      | Louletano-Loulé Concelho             | LLC        |
| Portugal      | Rádio Popular-Boavista               | RPB        |
| Portugal      | Tavfer-Measindot-Mortágua            | TAV        |
| Portugal      | W52-FC Porto                         | W52        |
| Roménia       | Giotti Victoria-Savini Due           | GTS        |
| Roménia       | Team Novak                           | TNV        |
| Rússia        | Lokosphinx                           | LOK        |
| Eslovênia     | Adria Mobil                          | ADR        |
| Eslovênia     | Ljubljana Gosto Santic               | LGS        |
| San Marino    | A.R. Monex Pro Cycling Team          | AMX        |
| Suíça         | NIPPO-Provence-PTS Conti             | NIP        |
| Suíça         | Swiss Racing Academy                 | SRA        |
| Eslováquia    | Cycling Academy Comboiočín           | CAT        |
| Eslováquia    | Dukla Banská Bystrica                | DKB        |
| Turquia       | Salcano Sakarya BB                   | SBB        |
| Turquia       | Spor Toto Cycling Team               | STC        |
| Ucrânia       | Amore & Vita-Prodir                  | AMO        |
| Ucrânia       | Eurocar Grawe Ukraine                | EGU        |
| Ucrânia       | Lviv Cycling Team                    | LCT        |

| País         | Nome                                      | Código UCI |
| ------------ | ----------------------------------------- | ---------- |
| Áustria      | Hrinkow Advarics Cycleang                 | HAC        |
| Áustria      | Team Felbermayr-Simplon Wels              | RSW        |
| Áustria      | Team Vorarlberg                           | VBG        |
| Áustria      | Tirol KTM Cycling Team                    | TIR        |
| Áustria      | Union Raiffeisen Radteam Tirol            | URT        |
| Áustria      | WSA KTM Graz                              | WSA        |
| Bélgica      | Alpecin-Fenix Development Team            | AFD        |
| Bélgica      | Bingoal-WB Development Team               | WBD        |
| Bélgica      | Tarteletto-Isorex                         | TIS        |
| Bielorrússia | BelAZ                                     | BAZ        |
| Bielorrússia | Ferei-CCN                                 | FCT        |
| Bielorrússia | Minsk Cycling Clube                       | MCC        |
| Croácia      | Meridiana Kamen Team                      | MKT        |
| Chéquia      | Elkov-Kasper                              | EKA        |
| Chéquia      | Topforex-ATT Investments Pro Cycling Team | TFA        |
| Chéquia      | Tufo-Pardus Prostějov                     | SKC        |
| Dinamarca    | BHS-PL Beton Bornholm                     | BPC        |
| Dinamarca    | Restaurant Suri-Carl Ras                  | SCC        |
| Dinamarca    | Riwal Cycling Team                        | RIW        |
| Dinamarca    | Team ColoQuick                            | TCQ        |
| Estónia      | Ampler Development Team                   | ADT        |
| França       | Groupama-FDJ Continental                  | CGF        |
| França       | Saint Michel-Auber93                      | AUB        |
| França       | Xelliss-Roubaix Lille Métropole           | XRL        |
| Reino Unido  | Canyon dhb SunGod                         | DHB        |
| Reino Unido  | Ribble Weldtite Pro Cycling               | RWC        |
| Reino Unido  | Saint Piran                               | SPC        |
| Reino Unido  | SwiftCarbon Pro Cycling                   | SCB        |
| Reino Unido  | Trinity Racing                            | TRI        |
| Alemanha     | Bike Aid                                  | BAI        |
| Alemanha     | Development Team DSM                      | DDS        |
| Alemanha     | Maloja Pushbikers                         | PBS        |
| Alemanha     | P&S Metalltechnik                         | PUS        |
| Alemanha     | Rad-Net Rose Team                         | RNR        |
| Alemanha     | Team Dauner-Akkon                         | TDA        |
| Alemanha     | Team Lotto-Kern Haus                      | LKH        |
| Alemanha     | Team SKS Sauerland NRW                    | SVL        |
| Irlanda      | EvoPro Racing                             | EVO        |
| Israel       | Israel Cycling Academy                    | ICA        |
| Itália       | Beltrami TSA Tre Colli                    | BTC        |
| Itália       | Cycling Team Friuli ASD                   | CTF        |
| Itália       | D'Amico UM Tools                          | AZT        |

| País          | Nome                                 | Código UCI |
| ------------- | ------------------------------------ | ---------- |
| Itália        | General Store-f.lli Curia-Essegibi   | GEF        |
| Itália        | Iseo-Rime-Carnovali                  | IRC        |
| Itália        | MG.K vis VPM                         | MGK        |
| Itália        | Team Colpack Ballan                  | CPK        |
| Itália        | Team Qhubeka                         | T4Q        |
| Itália        | Work Service Marchiol Vega           | IWM        |
| Itália        | Zalf Euromobil Fior                  | ZEF        |
| Luxemburgo    | Leopard Pro Cycling                  | LPC        |
| Países Baixos | ABLOC CT                             | ABC        |
| Países Baixos | BEAT Cycling                         | BCY        |
| Países Baixos | Jumbo-Visma Development Team         | JVD        |
| Países Baixos | Metec-Solarwatt p/b Mantel           | MET        |
| Países Baixos | SEG Racing Academy                   | SEG        |
| Países Baixos | VolkerWessels Cycling Team           | VWE        |
| Noruega       | Team Coop                            | TCO        |
| Noruega       | Um-X Dare Development Team           | UDT        |
| Polónia       | Mazowsze Serce Polski                | MSP        |
| Polónia       | Voster ATS Team                      | VOS        |
| Portugal      | Antarte-Feirense                     | CDF        |
| Portugal      | Atum General-Tavira-Maria Nova Hotel | ATM        |
| Portugal      | Efapel                               | EFP        |
| Portugal      | Kelly-Simoldes-UDO                   | KSU        |
| Portugal      | La Alumínios-La Sport                | LAA        |
| Portugal      | Louletano-Loulé Concelho             | LLC        |
| Portugal      | Rádio Popular-Boavista               | RPB        |
| Portugal      | Tavfer-Measindot-Mortágua            | TAV        |
| Portugal      | W52-FC Porto                         | W52        |
| Roménia       | Giotti Victoria-Savini Due           | GTS        |
| Roménia       | Team Novak                           | TNV        |
| Rússia        | Lokosphinx                           | LOK        |
| Eslovênia     | Adria Mobil                          | ADR        |
| Eslovênia     | Ljubljana Gosto Santic               | LGS        |
| San Marino    | A.R. Monex Pro Cycling Team          | AMX        |
| Suíça         | NIPPO-Provence-PTS Conti             | NIP        |
| Suíça         | Swiss Racing Academy                 | SRA        |
| Eslováquia    | Cycling Academy Comboiočín           | CAT        |
| Eslováquia    | Dukla Banská Bystrica                | DKB        |
| Turquia       | Salcano Sakarya BB                   | SBB        |
| Turquia       | Spor Toto Cycling Team               | STC        |
| Ucrânia       | Amore & Vita-Prodir                  | AMO        |
| Ucrânia       | Eurocar Grawe Ukraine                | EGU        |
| Ucrânia       | Lviv Cycling Team                    | LCT        |

| País          | Nome                               | Código UCI |
| ------------- | ---------------------------------- | ---------- |
| Austrália     | ARA Pro Racing Sunshine Coast      | ACA        |
| Austrália     | Nero Continental                   | NER        |
| Austrália     | St George Continental Cycling Team | STG        |
| Austrália     | Team BridgeLane                    | BLN        |
| Guam          | EuroCyclingTrips-CMI Pro Cycling   | CMI        |
| Nova Zelândia | Black Spoke Pro Cycling            | BSC        |
| Nova Zelândia | Global 6 Cycling                   | GLC        |

| Precedido por Equipas ciclistas Continentais-Temporada de 2020 | Equipas ciclistas Continentais 2021 | Sucedido por Equipas ciclistas Continentais-Temporada de 2022 |

| País          | Nome                               | Código UCI |
| ------------- | ---------------------------------- | ---------- |
| Austrália     | ARA Pro Racing Sunshine Coast      | ACA        |
| Austrália     | Nero Continental                   | NER        |
| Austrália     | St George Continental Cycling Team | STG        |
| Austrália     | Team BridgeLane                    | BLN        |
| Guam          | EuroCyclingTrips-CMI Pro Cycling   | CMI        |
| Nova Zelândia | Black Spoke Pro Cycling            | BSC        |
| Nova Zelândia | Global 6 Cycling                   | GLC        |

| Precedido por Equipas ciclistas Continentais-Temporada de 2020 | Equipas ciclistas Continentais 2021 | Sucedido por Equipas ciclistas Continentais-Temporada de 2022 |